# The Jetsons: Cogswell's Caper!
The Jetsons: Cogwell's Caper är ett NES-spel baserat på Hanna-Barberas Jetsons.

## Handling
George Jetson får i uppdrag av sin arbetsgivare, Spacely Sprockets, att stoppa Mr. Cogswells planer; framför allt vid en gruvanläggning på planeten M38 is being built. Spelet är sidscrollande, och förutom att gå kan George Jetson även hoppa samt flyga med hjälp av jetpack. På banorna kan han plocka upp föremål och kasta dem på sina fiender.

### Fotnoter
1. 1 2 3  ”Release information”. GameFAQs. http://www.gamefaqs.com/nes/587367-the-jetsons-cogswells-caper/data. Läst 28 maj 2011.
2. ↑  ”# of players information”. Video Game Geek. http://videogamegeek.com/videogame/84766/the-jetsons-cogswells-caper. Läst 29 maj 2011.
3. ↑  ”# of players information (second information)”. UV List. http://www.uvlist.net/game-8341-The+Jetsons%3A+Cogswell's+Caper. Läst 29 maj 2011.
4. 1 2 3 4 5 6  ”Basic overview of game”. MobyGames. http://www.mobygames.com/game/nes/jetsons-cogswells-caper. Läst 28 maj.
5. 1 2  ”The Jetsons: Cogswell’s Caper”. NES DB. 2 mars 1992. Arkiverad från originalet den 11 mars 2015. https://web.archive.org/web/20150311182626/http://www.nesdb.se/game_more.php?id=756&rid=1. Läst 21 april 2014.
6. ↑  ”Advanced story information”. allgame. Arkiverad från originalet den 16 november 2014. https://web.archive.org/web/20141116022353/http://www.allgame.com/game.php?id=15004&tab=review. Läst 29 maj 2011.